# بابل قانغ
بابل قانغ هو برنامج كوميدي ساخر تم إنتاجه في الفلبين. بدأ عرضه في سنة 1995. بلغ عدد مواسم البرنامج 21 موسما، بلغ عدد حلقاته 1090 حلقة، وتبلغ مدة الحلقة الواحدة 45 دقيقة. وهو من إخراج بيرت دي ليون. تم بث البرنامج لأول مرة بتاريخ 20 أكتوبر 1995 هو البرنامج الكوميدي صاحب أطول فترة عرض في الفلبين. يتضمن البرنامج ستاند أب كوميدي ومشاهد قصيرة. يسخر البرنامج من الإعلانات التلفزيونية، السياسيين والأحداث الجارية.

## وصلات خارجية
- الموقع الرسمي
- بابل قانغ على موقع IMDb (الإنجليزية)
- بابل قانغ على موقع قاعدة بيانات الفيلم (الإنجليزية)